# Patience Edonmhiaye
Patience Edonmhiaye, conocida con el nombre artístico de Pat Edo, (Edo; 12 de diciembre de 1980) es una cantante nigeriana de góspel. En 1990, se hizo prominente con su álbum de debut "Su nombre es Jesús ", en el estado de Delta, anteriormente conocido como el estado de Bendel en Nigeria. Comenzó a cantar con una banda de coro, a la edad de siete años y luego viajó profesionalmente a Holanda y grabó Países Bajos con éxito su álbum debut en 1990. 
En 2012, firmó un contrato de grabación con Stantorch Entertainment en el mes de diciembre, donde lanzó álbumes como "Canta conmigo", "Ebelebe God", "No te equivoques", antes de dejar el sello discográfico para comenzar su compañía discográfica "Patedo Records". En 2013, fue nominada por su popular canción "Ebele God" a la mejor canción de Gospel del año, en el premio a la música góspel de los triunfadores en Países Bajos. En 2018, lanzó y lanzó su quinto álbum de estudio, titulado "Inspiración". El álbum vendió 1000 unidades durante el evento de lanzamiento en Dublín, Irlanda.

## Discografía

### Álbumes
- 1994: His name is Jesus
- 1996: Make no great mistake
- 2013: Sing along with me
- 2015: EBELEBE God
- 2018: Inspiration